# Townsendia mensana
Townsendia mensana là một loài thực vật có hoa trong họ Cúc. Loài này được M.E.Jones miêu tả khoa học đầu tiên năm 1910.